# ورزشگاه کاراجورجه
ورزشگاه کاراجورجه (صربی: Стадион Карађорђе, Stadion Karađorđe) یک ورزشگاه چندمنظوره در شهر نووی ساد، استان خودمختار وویوودینا، صربستان است. این ورزشگاه در ۲۸ ژوئن ۱۹۲۴ افتتاح شده‌است و ظرفیت آن ۱۴٬۴۵۸ نفر است. بازی‌های خانگی باشگاه فوتبال وویوودینا در این ورزشگاه برگزار می‌شود.

## نگارخانه

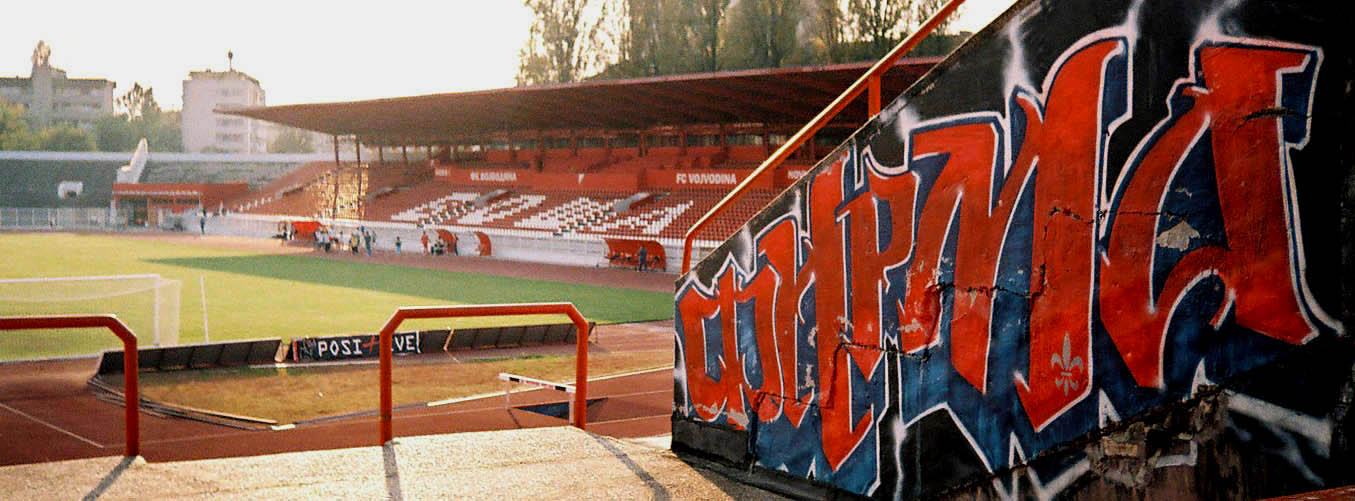
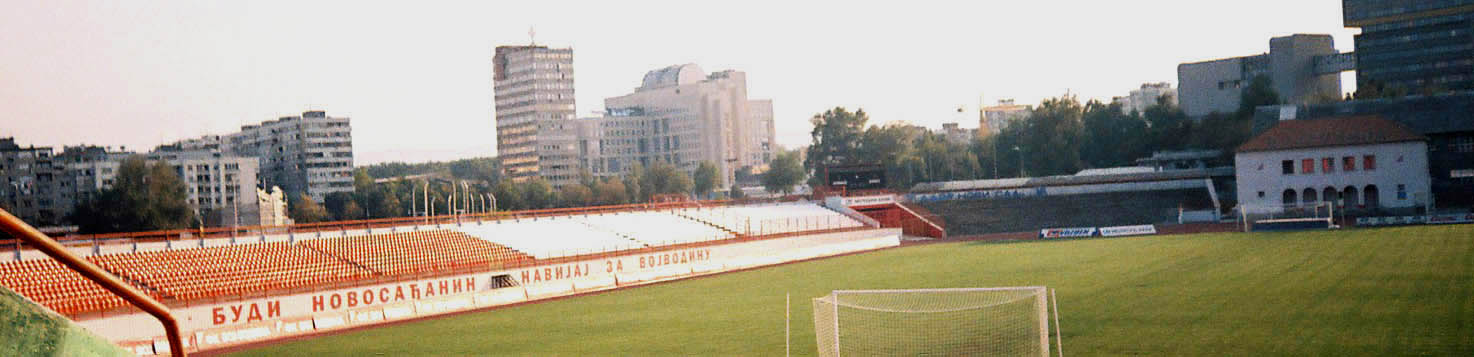

## کنسرت‌ها
- اروس راماتزوتی - ۵ ژوئیه ۲۰۰۶